# 井嶋ナギ
井嶋 ナギ（いじま ナギ、本名非公開、1973年 - ）は、日本の女性文筆家。

## 人物
東京都生まれ。千葉県育ち。上智大学文学部国文学科卒業。大学では哲学科に入学したものの、最終的に江戸文学を専攻。卒論は、鶴屋南北の歌舞伎狂言『東海道四谷怪談』について。出版社勤務、雑誌編集、着物販売などさまざまな職を経て、現在、文筆家。父は自然科学書の翻訳家寺嶋英志。
日本文化（着物、歌舞伎、日本舞踊、江戸文学、日本文学、日本映画など）を得意フィールドとするが、西洋文学や哲学、現代のガールズカルチャーなどもふまえつつ、「現代の生きた文脈で日本文化を捉えなおすこと」を課題としている。著書に『色っぽいキモノ』（河出書房新社）。日本舞踊花柳流の名取「花柳なぎ嘉乃」として、日本舞踊の舞台にも立つ。。

## 著作
- 『色っぽいキモノ』（河出書房新社、2006年）

## 共著
- 『冬の本』（夏葉社、2012年）

### その他の執筆
- 『江戸小紋柄図鑑』（STUDIO TAC CREATIVE）「江戸小紋の歴史」「江戸小紋の着こなしポイント」
- 『江戸更紗柄図鑑』（STUDIO TAC CREATIVE）「更紗の歴史」
- 『あなたの呼吸が止まるまで』（島本理生 新潮文庫）巻末解説
- 『野性時代』vol.50 2008年1月号（角川書店、2008年）「江戸の歩き方 初級篇」（江戸にタイムスリップしたら？江戸ライフ・シミュレーション！）「江戸女6つのライフスタイル」（姫、花魁、芸者、御殿女中、町娘、女房のライフスタイル）「お江戸マニアックス12」（江戸を知るためのブックガイド） エッセイ「江戸恋愛妄想論」